# Juno Awards 2016
I Juno Awards 2016 si sono tenuti a Calgary il 2 e 3 aprile 2016. La cerimonia si è svolta presso il Scotiabank Saddledome ed è stata condotta dalla cantante Jann Arden e dall'atleta e personaggio televisivo Jon Montgomery.

## Categorie
Lista parziale (sono incluse le categorie più importanti). In grassetto sono indicati i vincitori.

### Artista dell'anno
- The Weeknd
- City and Colour
- Drake
- Justin Bieber
- Shawn Mendes

### Gruppo dell'anno
- Walk off the Earth
- Hedley
- Marianas Trench
- Metric
- Three Days Grace

### Artista rivelazione dell'anno
- Alessia Cara
- Coleman Hell
- Francesco Yates
- Scott Helman
- Tobias Jesso Jr.

### Gruppo rivelazione dell'anno
- Dear Rouge
- Half Moon Run
- Milk & Bone
- The Elwins
- Young Empires

### Fan Choice Award
- Justin Bieber
- Alessia Cara
- Carly Rae Jepsen
- Cœur de pirate
- Dean Brody
- Drake
- Shawn Hook
- Shawn Mendes
- The Weeknd
- Walk off the Earth

### Cantautore dell'anno
- Abel Tesfaye
- Béatrice Martin
- Buffy Sainte-Marie
- Dallas Green
- Tobias Jesso Jr.

### Produttore dell'anno
- Bob Ezrin
- Dallas Green
- Henry "Cirkut" Walter
- Steve Webster & Emilie-Claire Barlow
- Thomas "Tawgs" Salter

### Album dell'anno
- The Weeknd - Beauty Behind the Madness
- Drake - If You're Reading This It's Too Late
- Jean Leloup - À Paradis City
- Justin Bieber - Purpose
- Shawn Mendes - Handwritten

### Album internazionale dell'anno
- Adele - 25
- Ciara - Jackie
- Hozier - Hozier
- Meghan Trainor - Title
- Vance Joy - Dream Your Life Away

### Album pop dell'anno
- Justin Bieber - Purpose
- Hedley - Hello
- Scott Helman - Augusta
- Shawn Mendes - Handwritten
- Walk off the Earth - Sing It All Away

### Album rock dell'anno
- Death from Above 1979 - The Physical World
- Bryan Adams - Get Up!
- Matthew Good - Chaotic Neutral
- Nickelback - No Fixed Address
- The Sheepdogs - Future Nostalgia

### Singolo dell'anno
- The Weeknd - Can't Feel My Face
- Alessia Cara - Here
- Drake - Hotline Bling
- Justin Bieber - What Do You Mean?
- Ria Mae - Clothes Off